# Stowood
Stowood var en civil parish fram till 1932 då den blev en del av Beckley and Stowood, i grevskapet Oxfordshire, i England. Civil parish var belägen 6 km från Oxford och hade 51 invånare år 1931.